# Itcha (Om)
L'Itcha (en russe : Ича) est une rivière de Russie qui coule dans l'oblast de Novossibirsk. C'est un affluent de l'Om en rive droite, donc un sous-affluent de l'Ob par l'Om puis par l'Irtych.

## Géographie
Le bassin versant de l'Itcha s'étend sur quelque 3 300 km2.
L'Itcha prend sa source dans les marais de Vassiougan, vastes étendues marécageuses situés dans la région intermédiaire entre les cours moyen de l'Ob et le cours inférieur de l'Irtych, au centre-sud de la plaine de Sibérie occidentale, dans la partie nord de l'Oblast de Novossibirsk.
Après sa naissance, la rivière s'oriente vers le sud-ouest, direction qu'elle maintient tout au long de son parcours de quelque 250 kilomètres. Elle traverse des zones très peu peuplées. Elle termine son parcours en se jetant dans l'Om en rive droite, 15 kilomètres après avoir traversé la petite ville de Pokrovka.

## Hydrométrie - Les débits mensuels à Nazarovo
Le débit de l'Itcha a été observé pendant 38 ans (période 1959-2000) à Nazarovo, station hydrométrique située à 50 kilomètres en amont de son point de confluence avec l'Om, et à une altitude de 105 mètres. 
Le débit inter annuel moyen ou module observé à Nazarovo sur cette période était de 4,81 m3/s pour une surface drainée de quelque 3 150 km2, soit plus ou moins 96 % du bassin versant total de la rivière qui en compte 3 300.
La lame d'eau écoulée dans le bassin versant atteint ainsi le chiffre de 48 millimètres par an. 
Comme presque partout en Sibérie, l'Itcha présente des fluctuations saisonnières de débit élevées. Les hautes eaux se déroulent au printemps, d'avril à juin, avec un maximum en mai. Dès le mois de juin, le débit diminue fortement et cette baisse se poursuit tout au long de l'été et de l'automne. En novembre une nouvelle chute de débit se produit, ce qui mène aux basses eaux d'hiver qui ont lieu de décembre à mars inclus, avec un débit mensuel moyen baissant jusqu'au niveau de 0,13 m3/s au mois de mars (minimum d'étiage). 
Le débit moyen mensuel observé en mars constitue moins de 1 % du débit moyen du mois de mai (18,4 m3/s), ce qui souligne l'amplitude très importante des variations saisonnières. Ces écarts peuvent être plus élevés encore selon les années. Sur la durée d'observation de 38 ans, le débit mensuel minimal a été de 0 m3/s (rivière à sec) à plusieurs reprises en hiver, tandis que le débit mensuel maximal s'élevait à 63,8 m3/s en mai 1986.